# CLEC4E

Estructura tridimensional del CLEC4E

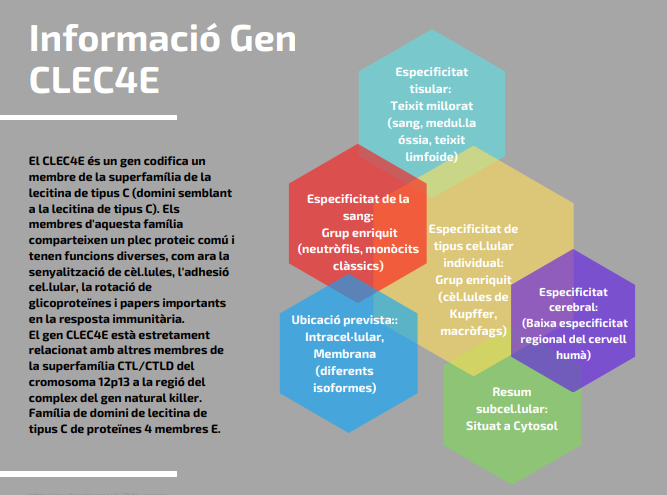
Funcions del Gen CLEC4E

El CLEC4E és un gen que codifica una proteïna membre de la superfamília de les lectines tipus C. Els membres d'aquesta família comparteixen un plec proteic comú i tenen funcions diverses, com ara la senyalitzaió de cèl·lules, l'adhesió cel·lular, la rotació de glicoproteïnes i papers importants en la resposta immunitària.
El gen es localitza al cromosoma 12 en humans i sol expressar-se amb més freqüència en teixit limfoide, ossi i sanguini. Dins aquests teixits s'expressa amb preferència en cèl·lules de Kuppfer, macròfags, neutròfils i monòcits. Així mateix, està estretament relacionat amb altres membres de la superfamília CTL/CTLD del cromosoma 12p13 a la regió del complex del gen natural killer.

## Descobriment
El CLEC4E va ser descobert (Matsumoto et al 1999): en un principi, com a un objectiu transcripcional a la mureïna peritoneal de macròfags de ratolins realitzant l'estimulació de lipopolisacàrids i interferons.
L'estudi d’aquest gen ha anat avançat al llarg dels anys de manera que 10 anys després, (Ishikawa et al. 2009) es va descobrir que el CLEC4E era un receptor clau per al component de la paret cel·lular microbacteriana fet que potencià el seu interès en el control de la infecció per micobacteris i en els seus lligands com a elements de les vacunes.
Així i tot, aquest gen es troba encara en estudi i actualment són moltes les troballes que es van fent amb relació a aquest i la resposta immunitària: han sorgit dades que impliquen CLEC4E en la resposta immunitària a les infeccions per fongs; destaquen les de Candida i Malassezia i en la inflamació estèril mediada per un lligand endògen, SAP130 (Wells et al. 2008; Yamasaki et al. 2008, 2009).
Els darrers descobriments es basen en la cristal·lització de CELC4E i els estudis de l’unió de lligands refinats que han portat a un model detallat d’unió de lligands: implica llocs d’unió a sucres i lípids en el CLEC4E (Furukawa et al 2013)

## Estructura

### Estructura primària
En els éssers humans el gen CLEC4E està ubicat al cromosoma 12, al locus 12p13.31 i la seva seqüència de 6 axons codifica una proteïna de 200 aminoàcids. En ratolins, CLEC4E està al cromosoma 6 i codifica una proteïna de 214 aminoàcids.

### Estructura terciària (dominis)

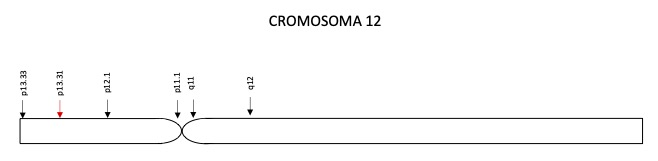
Localització del gen CLEC4E en cromosoma 12

Diverses famílies diferents de proteïnes comparteixen un domini que funciona com un domini de reconeixement de carbohidrats depenent del calci. Aquest domini, que es coneix com a domini de lectina de tipus C (CTL) o com a domini de reconeixement de carbohidrats (CRD), consta d'uns 110 a 130 residus. Hi ha quatre cisteïnes que estan perfectament conservades i estan implicades en la formació de dos enllaços disulfur.

### Estructura quaternària

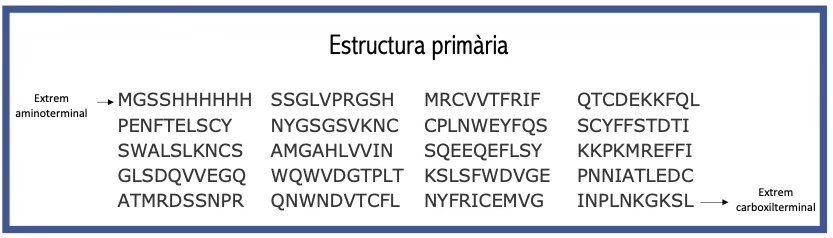
Estructura primària de CLEC4E

El CLEC4E en la seva estructura quaternària és un monòmer i un homodímer. Interacciona amb la cadena gamma del receptor Fc de l'adaptador de senyalització/FCER1G per formar un complex funcional; aquesta interacció és directa (Per semblança). També actua com a pont per a la interacció entre CLEC4D i FCER1G.
Un heterodímer de CLEC4E i CLEC4D s'associa amb FCER1G per formar un complex funcional (per similitud). Interacciona amb la proteïna nuclear SAP130 que s'allibera de les cèl·lules necròtiques mitjançant la interacció directa per semblança.

## Codificació

### Codificació del gen
La seqüència d’aminoàcids del gen CLEC 4E és la següent: 
MGSSHHHHHH SSGLVPRGSH MRCVVTFRIF QTCDEKKFQL PENFTELSCY NYGSGSVKNC CPLNWEYFQS SCYFFSTDTI SWALSLKNCS AMGAHLVVIN SQEEQEFLSY KKPKMREFFI GLSDQVVEGQ WQWVDGTPLT KSLSFWDVGE PNNIATLEDC ATMRDSSNPR QNWNDVTCFL NYFRICEMVG INPLNKGKSL

### Codificació de proteïnes
El gen CLEC4E es troba relacionat amb la codificació de proteïnes. 5 ARNm units codifiquen bones proteïnes amb 4 isoformes diferents (3 completes, 1 COOH completa), algunes contenen domini de tipus Lectina C i alguns dominis transmembrana. Les 2 variants d'ARNm restants (1 empalmada, 1 sense empalmar) sembla que no codifiquen bones proteïnes. Finalment, les proteïnes d'aquest gen es poden modular per fosforilació

## Expressió del gen

### Expressió en patògens
El gen CLEC4E es transcriu en una gran varietat de leucòcits, inclosos macròfags, neutròfils, cèl·lules dendrítiques, limfòcits B, limfòcits T CD4+ i CD8+ i a la microglía cerebral.L'expressió de CLEC4E s'indueix als macròfags per estímuls inflamatoris com TNF-a, interleucina-6 i interferó gamma. L'expressió també es pot induir en infeccions de Streptococcus pneumoniae, virus d'Influenza A, Micobacterium tuberculosi, Candida albicans i Helicobacter pylori. L'últim agent que s'ha relacionat amb l'expressió ha estat l'obesitat, Ichioka et al. van dur a terme un experiment en què es va poder observar com ratolins amb obesitat expressaven més el gen en comparació als ratolins de pes normal.

### Expressió en diferents parts del cos

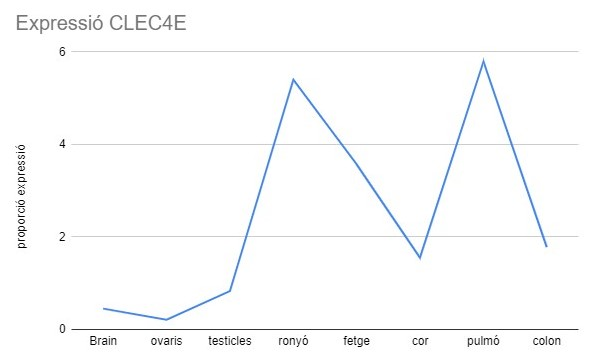
Interpretació: Els valors establerts a cada un dels òrgans es corresponen amb el grau d'expressió que tenen respecte als altres. D'aquesta manera, es poden observar les diferències entre ells de la presència de la proteïna.

El gen conté 9 introns gt-ag diferents. La transcripció del gen CLEC4E produeix 7 tipus d’ARNm diferents, 6 variants unides alternativament i 1 forma sense unir. Hi ha 2 últims exons alternatius no superposats i 3 llocs de poliadenilació alternatius validats. Els ARNm semblen diferir per truncament de l'extrem 3', la presència o absència de 2 exons de casset.

## Funció
El CLEC4E és un receptor transmembrana de la família de receptors immunes de lectina tipus C, que posseeix un domini de reconeixement de carbohidrats a la seva regió extracel·lular. Des de fa uns deu anys es coneix l’afinitat entre aquest receptor i components de la paret cel·lular de micobacteris, aquest fet podria ser de gran interès per al control d'infeccions causades per aquests microorganismes.
El CLEC4E és un receptor en macròfags per a patògens com la Candida albicans i micobacteris, la senyalització per CLEC4E indueix a la producció de citosines i quimiocines, encara que també es creu que pot tenir un paper com a immunomodulador i comptar amb la capacitat d'induir la secreció de citoquina antiinflamatòria IL-10.
A més, interacciona amb l'adaptador de senyalització de la cadena gamma del receptor Fc/FCER1G per formar un complex funcional a les cèl·lules mieloides. La unió de la trehalosa micobacteriana 6,6'-dimicolat (TDM) a aquest complex receptor condueix a la fosforilació del motiu d'activació impulsant la maduració de cèl·lules amb presència d'antigen i configurant encebament específic de l'antigen de les cèl·lules T cap als subtipus de cèl·lules T-helper 1 i T-helper 17 (per similitud).
Finalment, cal destacar que reconeix residus d'alfa-manosa en fongs patògens del gènere Malassezia i media l'activació dels macròfags.

## Patologies relacionades

### Càncer de pulmó
El CLEC4E és un al·lel que es troba associat a una quantitat elevada de nivells d’expressió de RNAm que es troba en les cèl·lules linfoblastoides i cèl·lules sanguínies. Als estudis realitzats sobre aquesta malaltia i la seva actuació, s'ha combinat amb el BIRC3 rs11225211, un al·lel associat amb les cèl·lules del pulmó sanes.
Els nivells d'expressió d'ARNm de CLEC4E i BIRC3 s'alteren als teixits infectats per càncer de pulmó i un nivell d'expressió més alt d'ARNm de BIRC3 es troba associat significativament amb una supervivència més pobre en pacients amb càncer de pulmó.
Pel que fa al funcionament des d’un punt de vista genètic, el CELC4E i BIRC3rs11225211 poden modular els seus nivells d’expressió gènica mitjançant la regulació transcripcional. El CLEC4E rs10841847 es troba en un districte de DNasa (probablement al motiu H3K4Me1), i un canvi Guanina per Alanina pot estar implicat en la modificació de diversos motius proteics. El CLEC4E rs10841847 G>A presenta un efecte protector significatiu sobre la supervivència del càncer de pulmó i es troba associat amb l'augment dels nivells d'expressió d'ARNm de CLEC4E tant en cèl·lules limfoblastoides normals com en cèl·lules sanguínies senceres. A més, l'expressió d'ARNm de CLEC4E és inferior als teixits afectats per càncer que als teixits pulmonars normals. per tant es pot considerar que és un gen supressor en el càncer de pulmó.

### Infecció per Candida i Malassezia
L'absència o la inhibició de CLEC4E redueix la producció de citocines i quimiocines en resposta al desafiament amb les espècies de Candida albicans i Malassezia El CLEC4E es localitza a la copa fagocítica que es forma al voltant de les partícules de llevat després de l'exposició a C. albicans i contribueix a les funcions divergents dels monòcits i neutròfils de la sang humana, ja que la seva expressió s'associa amb una fagocitosi reduïda i la mort de Candida del llevat en monòcits, i amb un augment de la fagocitosi i la mort de Candida en neutròfils

### Senyalització del receptor CLEC4E al miocardi i reparació després d'una lesió per isquèmia-reperfusió
El receptor CLEC4E té un paper important en la curació del miocardi després d'una lesió per isquèmia-reperfusió augmentant el dany cardíac, la inflamació i la remodelació del ventricle esquerre.
El membre E de la família 4 del domini de lecitina tipus C bacteriana (CLEC4E) té un paper important en la inflamació estèril, però es desconeix el seu paper en la reparació del miocardi. Utilitzant enfocaments complementaris en mostres porcines, murines i humanes, demostrem que els nivells d'expressió de CLEC4E al miocardi i a la sang es correlacionen amb l'extensió de la lesió miocàrdica i el deteriorament funcional del ventricular esquerre (LV). L'expressió deCLEC4E augmenta notablement a la vasculatura, als miòcits cardíacs i als leucòcits infiltrats al cor isquèmic.
La pèrdua de senyalització CLEC4E s'associa amb una lesió cardíaca aguda reduïda, la infiltració de neutròfils i la mida de l'infart.
La lesió miocàrdiaca reduïda a CLEC4E-/- es tradueix en una millora significativa de la remodelació estructural i funcional del VI a les 4 setmanes e seguiment. El transcriptoma precoç del teixit LV de ratolins de tipus salvatge revela una regulació significativa de les transcripcions implicades en el metabolisme del miocardi, l'eliminació de radicals, l'angiogènesi i l'organització de la matriu extracel·lular.
CLEC4E és un objectiu prometedor com estratègia terapèutica per modular la inflació del miocardi i millorar la reparació després d'una lesió per isquèmia-reperfusió.

### Tuberculosi pulmonar
El gen CLEC4E té una funció important en la patogènesi immune de diverses malalties, inclosa la tuberculosi. CLEC4E codifica els receptors Mincle en macròfags, cèl·lules dendrítiques, monòcits i neutròfils. Tanmateix, les proteïnes Mincle rarament es troben a les cèl·lules en repòs.
CLEC4E es troba a la regió natural killer del cromosoma 12. La proteïna codificada per CLEC4E, un receptor anomenat "lectina de tipus C induïble per macròfags" (Mincle), és un PRR (receptor de reconeixement de patrons) activador situat a la membrana externa dels macròfags que reconeix la component trehalosa-6,6-dimicolat (TDM) en la paret cel·lular del micobacteri i senyals perquè el sistema immunitari innat respongui a la infecció.
Segons un estudi en una població d'Àfrica Occidental, CLEC4E probablement està implicat amb la susceptibilitat perquè Mycobacterium tuberculosis es transmet mitjançant la inhalació de micobacteris aerosolitzats als pulmons d'un nou hoste, on els macròfags alveolars són les cèl·lules de defensa primàries.
La unió de Mincle als seus senyals de lligands mitjançant el motiu d'activació basat en immunoreceptors de tirosina (ITAM), combinat amb la proteïna adaptadora del receptor gamma cristal·litzable de fragments (FcRγ), iniciant una via de senyalització per a l'activació de la via Syk-CARD9-BCL10-Malt1 que condueix a l'activació canònica de NF-κB. Aquesta activació finalment condueix a una resposta immune que inclou el reclutament d'inflamasoma (complex multiprotèic responsable de l'activació de processos inflamatoris), l'alliberament de citocines i, finalment, la formació de granuloma (mecanisme defensiu que incentiva al cos a "aïllar" als invasors estranys, com bacterias o fongs, per evitar que es propaguin) pulmonar per defensar-se contra el patogen invasor.
És a dir, s'ha detectat una associació positiva entre la variació CLEC4E i la susceptibilitat a la PTB (Tuberculosi Pulmonar).
Segons un estudi realitzat en població xinesa (en el qual s'afirma que l'estudi va ser petit en comparació amb la mida de la mostra d'alguns estudis anteriors i això podria reduir la força de la conclusió), es va analitzar l'efecte dels polimorfismes d'un sol nucleòtid del gen CLEC4E a rs10841845 i rs10841847 a la susceptibilitat o resistència de la tuberculosi pulmonar a la població xinesa.
Es va mostrar que tots els genotips SNP (Polimorfisme de nucleòtid únic) i al·lels del gen Mincle CLEC4E són significativament protectors contra la tuberculosi pulmonar. L'al·lel rs100841845 G del CLEC4E 3′UTR (clon de CLEC4E) redueix molt el risc de desenvolupament de tuberculosi pulmonar a la població d'estudi. L'al·lel rs10841847 A en l'intró de CLEC4E és un factor protector contra la tuberculosi pulmonar. Això és coherent amb els resultats d'al·lels d'altres receptors de gens polimòrfics de lectina de tipus C que conferien protecció contra la tuberculosi, que significa que els al·lels augmenten les citocines proinflamatòries i la producció de quimosines, així com la inhibició de la producció i secreció d'interleucina 10 durant la infecció per micobacteris. De la mateixa manera, la variació gènica o polimorfisme podria determinar en gran manera l'expressió, distribució i funció de la proteïna.
Sembla que la immunitat de l'hoste contra la tuberculosi pulmonar està determinada principalment per la transducció del senyal de Mincle als macròfags que condueix a la síntesi i secreció de citocines inflamatòries i quimocines que indueixen la mort dels macròfags infectats i la maduració dels limfòcits T.
En resum, les troballes mostren que els polimorfismes del gen CLEC4E a rs10841845 i rs10841847 augmenten la resposta dels macròfags i altres cèl·lules mieloides per resistir / protegir contra la tuberculosi pulmonar. Sembla probable que els polimorfismes en aquests llocs es puguin utilitzar com a objectiu per al desenvolupament efectiu de fàrmacs.

### CLEC4E s'expressa en lesions ateroscleròtiques humanes i del ratolí
Analitzant l'expressió de CLEC4E en lesions ateroscleròtiques humanes i vam detectar CLEC4E en lesions infiltrants de cèl·lules mieloides (mieloperoxidasa positiva), incloses les cèl·lules positives de mieloperoxidasa intraplaca amb morfologia de cèl·lules d'escuma prop del nucli lipídic necròtic. CLEC4E s'expressa a les proximitats del nucli necròtic on té el potencial de detectar necrosi. Paral·lelament, s'ha trobat l'expressió de CLEC4E en fagòcits (cèl·lules CD68+) que resideixen al nucli lipídic de lesions ateroscleròtiques avançades de ratolins Ldlr-/-////
L'expansió de la lesió ateroscleròtica es caracteritza pel desenvolupament d'un nucli necròtic ric en lípids que està associat amb l'aparició de complicacions. La manipulació anormal de lípids, la inflamació i l'alteració de la supervivència o la proliferació cel·lular contribueixen a la formació del nucli necròtic, però els mecanismes. moleculars implicats en aquest procés no s'entenen correctament. El receptor de lecitina C 4e (CLEC4E) reconeix el factor del cordó de Mycobacterium tuberculosis, però també detecta els patrons moleculars alliberats per les cèl·lules necròtiques i provoca la inflamació.
CLEC4E s'expressa en lesions ateroscleròtiques humanes i de ratolí, s'activa mitjançant extractes de lesions necròtiques. La senyalització CLEC4E als macròfags inhibeix l'eflux de colesterol i indueix una resposta a l'estrès del reticle endoplasmàtic mediada per Syk, que condueix a la inducció de mediadors proinflamatoris i factors de creixement. Les deficiències de Chop i Ire1a limiten significativament els efectes dependents de CLEC4E, mentre que la deficiència d'Atf3 agreuja la inflamació mediada per CLEC4E i l'alteració de l'eflux de colesterol. La repoblació de ratolins Ldlr-/- amb medul·la òssia CLEC4E-/- redueix l'acumulació de lípids, l'estrès del reticle endoplasmàtic i la inflamació i proliferació dels macràofags a les lesions arterials en desenvolupament i limita significativament l'ateroesclerosi.
Els resultats identifiquen un paper no redundant per a CLEC4E en la coordinació de vies biològiques principals implicades en l'ateroesclerosi i suggereixen que pot tenir papers similars en altres malalties inflamàtories cròniques.

## Isoformes
CLEC-4E existeix com a múltiples isoformes empalmades alternativament que estan codificades per un gen que mapeja a una regió complexa del gen natural killer del cromosoma 12 humà.

## Senyalització i regulació de l'activitat

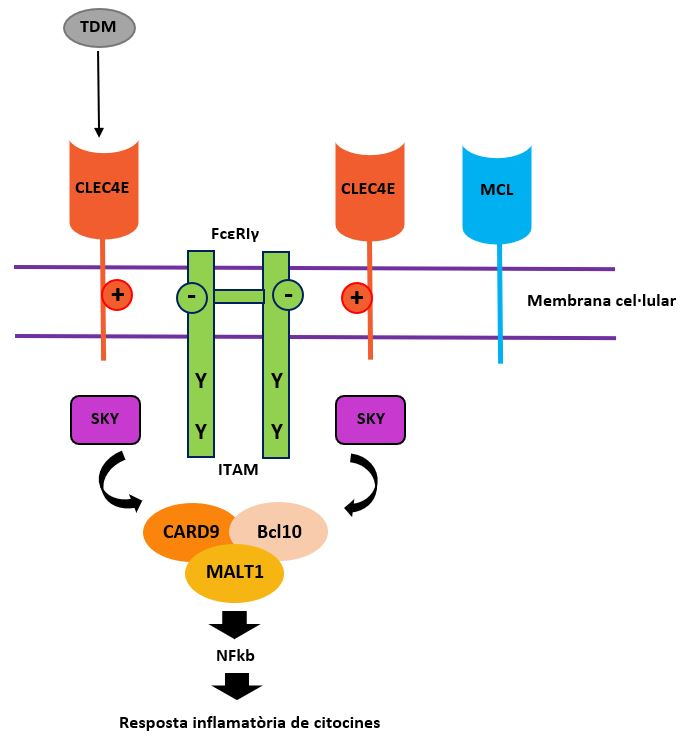
Interaccions de CLEC4E en el procés de senyalització i regulació de l'activitat

El domini transmembrana de CLEC4E conté un residu d'arginina (Arg) carregat positivament, que media l'associació amb l'adaptador de senyalització FcεRIγ, que porta ITAM (motiu d’activació basat en tirosines immunoreceptores).
El residu d'àcid aspártic (Asp) carregat negativament al domini transmembrana de FcεRIγ s'associa amb l'aminoàcid carregat positivament als dominis transmembrana d'altres molècules de receptors immunitaris.
La unió del lligand als receptors associats a FcεRIγ dona lloc a la fosforilació de FcεRIγ en els dos residus de tirosina (Tyr) a les posicions 65 i 76 que formen el motiu ITAM. CLEC4E interacciona amb l'adaptador de senyalització FcεRIγ dins de la membrana i pot formar dímers. Aquesta interacció utilitza una interacció càrrega-càrrega entre els residus polars dins de la membrana.
MCL (lectina de tipus C del macròfag, també anomenada CLEC4D) és una altra lectina de tipus C que pot formar heterodímers amb CLEC4E. La reticulació (reacció química per la qual els polímers s'uneixen en cadenes tridimensionalment formant una espècie de xarxa; després d'aquesta reacció, les propietats químiques del polímer inicial canvien) de CLEC4E dona lloc a la senyalització a través de FcεRIγ i els efectors descendents inclouen Syk (gen que codifica el receptor de tirosina-proteína quinasa), CARD9 (una proteïna adaptadora de la família de proteïnes CARD-CC), Bcl10 (proteïna co-lligada al teixit limfoide associat a les mucoses) i MALT1 (proteïna 1 de translocació del limfoma de teixit limfoide associada a la mucosa).
L'expressió eficient de la superfície cel·lular de CLEC4E en macròfags derivats de la medul·la òssia en resposta a l'estimulació de LPS (lipopolisacàrid) requereix l'expressió de FcεRIγ.
FcεRIγ és essencial per a la senyalització mediada per CLEC4E. L'estimulació de macròfags, macròfags amb anticossos monoclonals a CLEC4E o amb espècies de fongs, indueix la producció de citocines i quimioquines pro-inflamatòries en una manera dependent de FcεRIγ. A més, la producció de citocines inflamatòries, la inflamació pulmonar i la formació de granulomes (mecanisme defensiu que incentiva al cos a "aïllar" als invasors estranys, com a bacteris o fongs, per a evitar que es propaguin) en resposta a l'estimulació de TDM (tremalosa-6.6-dimicolat, també conegut com a factor de cord, és un glicolípid únic que es troba a la paret cel·lular de Mycobacterium tuberculosis) en vivo depenen de FcεRIγ. També és essencial per a les propietats adjuvants de TDB (trehalosa-6,6-dibehenat, és un anàleg sintètic de TDM, que és el component immunostimulador més estudiat del Mycobacterium tuberculosis). L'enllaç creuat del CLEC4E indueix la fosforilació de les cinases Syk i la cinasa extracel·lular regulada pel senyal en macròfags peritoneals. La molècula adaptadora CARD9 té un paper important en la senyalització descendent, resultant en la producció de quimiocines. El domini citoplasmàtic CLEC4E conté dos llocs de fosforilació putativa: Ser 3 i Thr 12.
CLEC4E sembla formar complexos heterodimèrics amb MCL, que reconeix TDM. L'expressió MCL ajuda a la localització superficial del CLEC4E.
La senyalització CLEC4E influeix en el reclutament de leucòcits cap a l'àrea d'infart després d'una lesió per isquèmia-reperfusió del miocardi
Els leucòcits contribueixen substancialment a la lesió isquèmica aguda del miocardi. El receptor de lecitina de tipus C CLEC4E expressat a la superfície cel·lular, media les resppses immunitàries antibacterianes, mentre que el seu paper en la inflamació estèril després d'una lesió per isquèmia-reperfusió (I/R) es incert.
Investiguem el paper de la senyalització CLEC4E en la resposta inflamatòria aguda i les ones successives de reclutament de leucòcits en I/R murí.
S'ha investigat l'efecte de la inactivació del gen CLEC4E sobre la infiltració de leucòcits durant la lesió isquèmica aguda en ratolins CLEC4E. Es va analitzar mostres de cor, melsa i plasma per a la infiltració de leucòcits, el nombre monòcits i el hs-Tnl, respectivament.
La senyalització CLEC4E influeix en el reclutament de leucòcits cap a l'àrea d'infart després d'una lesió per isquèmia-reperfusió del miocardi.
La inhibició de la senyalització CLEC4E pot ser una estratègia prometedora per orientar la lesió I/R.